# 2. Flakscheinwerfer-Division
La 2. Flakscheinwerfer-Division (2e division de projecteurs de Flak) est une division de lutte antiaérienne de la Luftwaffe allemande au sein de la Wehrmacht durant la Seconde Guerre mondiale.

## Historique
La 2. Flak-Scheinwerfer Division/Brigade 2 est mise sur pied en juillet 1940 à Stade en tant que Stab/Flakscheinwerfer-Brigade II, puis le 1er août 1941, elle s'agrandit et devient la Stab/Flakscheinwerfer-Division 2.
Équipée de projecteurs de fortes puissances pour la recherche aérienne, la division voit son théâtre d'opérations dans les zones en Allemagne pour soutenir les chasseurs de nuit.
La division est dissoute le 31 juillet 1942.

## Commandement
| Début            | Fin             | Grade  | Nom                       |
| ---------------- | --------------- | ------ | ------------------------- |
| ?                | ?               | ?      | ?                         |
| 12 décembre 1940 | 22 janvier 1942 | Oberst | Heinrich von Rantzau (en) |
| ?                | ?               | ?      | ?                         |

### Chef d'état-major (Ia)
| Début | Fin | Grade | Nom |
| ----- | --- | ----- | --- |
| ?     | ?   | ?     | ?   |

## Organisation

### Rattachement
| Début           | Fin             | Commandement          |
| --------------- | --------------- | --------------------- |
| 29 juillet 1940 | 1er août 1941   | 1. Nachtjagd-Division |
| 1er août 1941   | 31 juillet 1942 | XII. Fliegerkorps     |

### Unités subordonnées
- Stab/Flakscheinwerfer-Regiment 5
- Stab/Flakscheinwerfer-Regiment 6
- Stab/Flakscheinwerfer-Regiment 7
- Stab/Flakscheinwerfer-Regiment 8

## Matériels

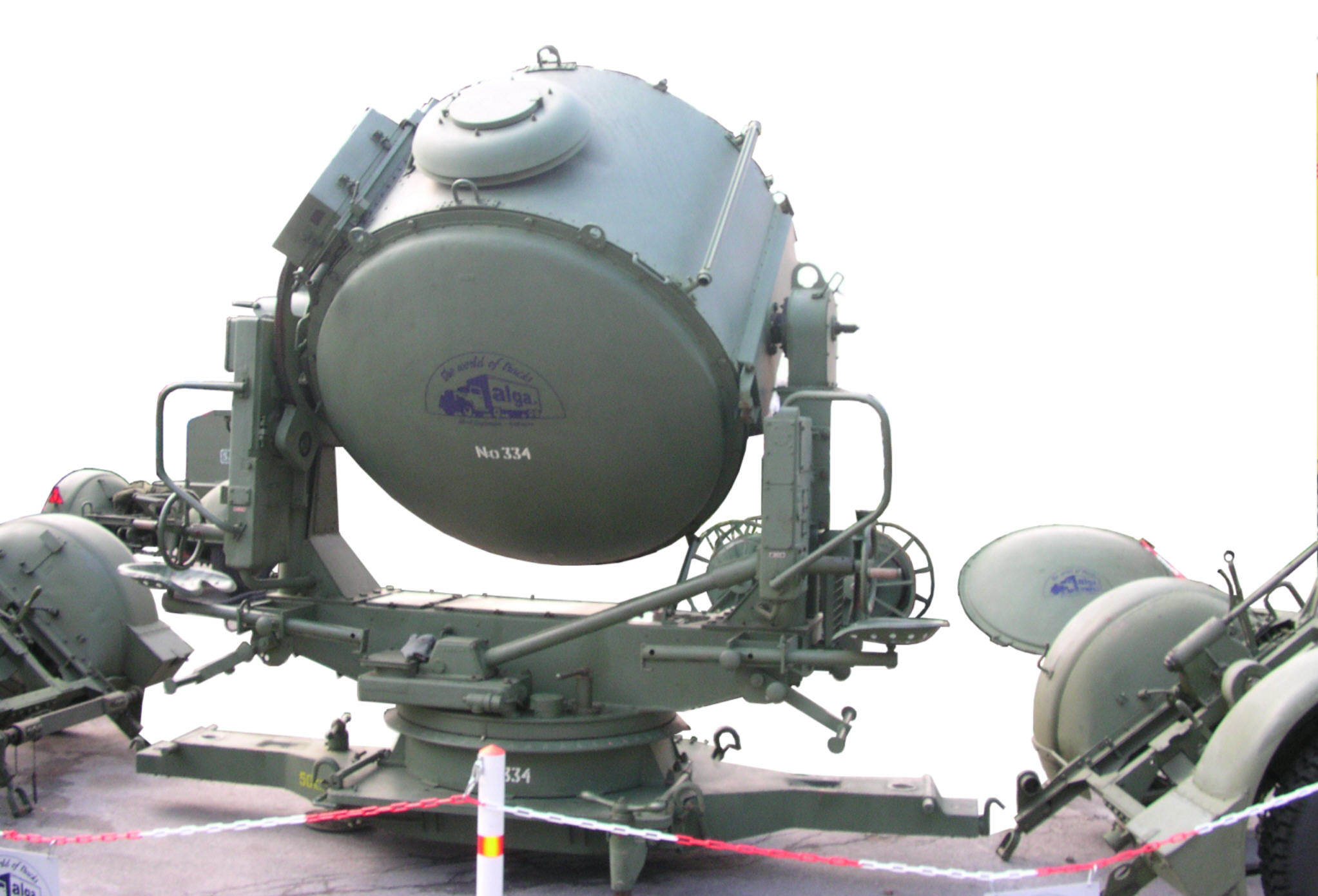
Flak-Scheinwerfer restauré
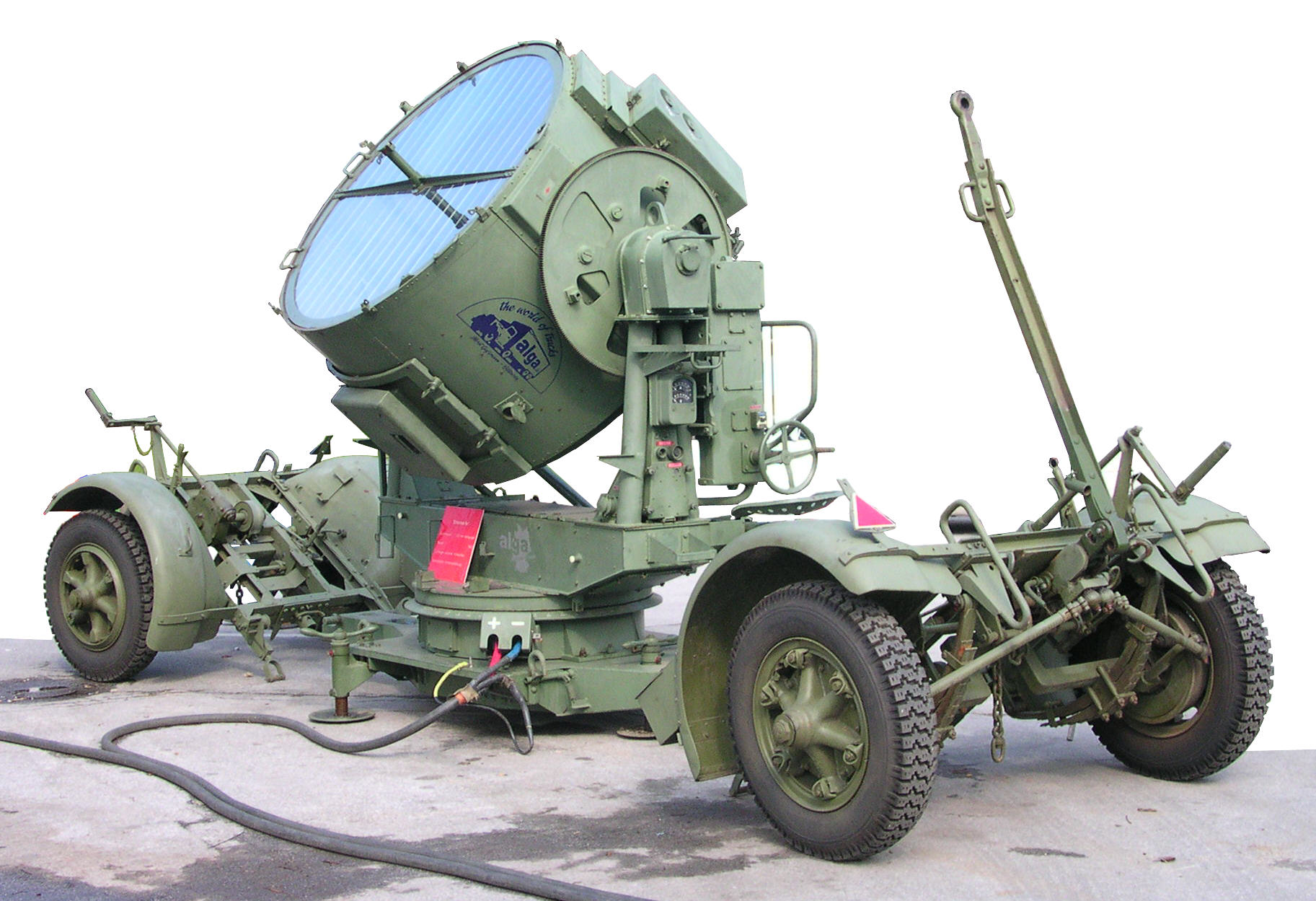
Flak-Scheinwerfer restauré
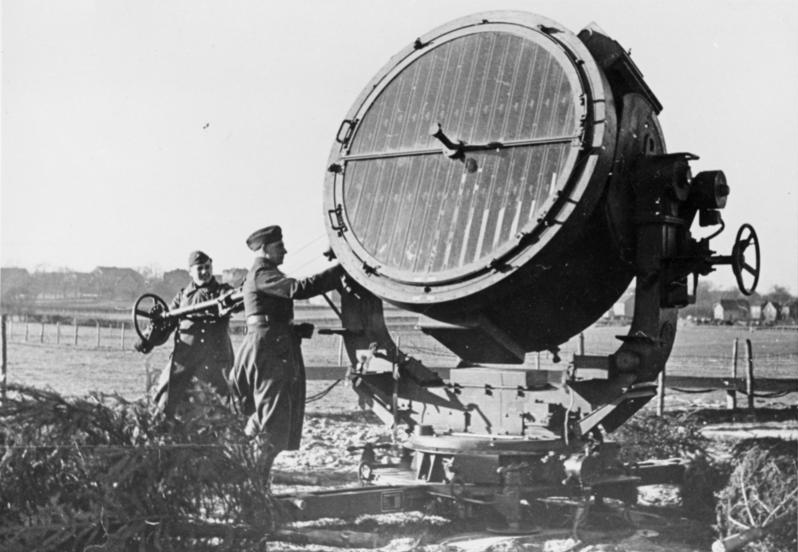
Flak-Scheinwerfer en usage, 1940

### Livres
- Georges Bernage & François de Lannoy, Dictionnaire historique de la Luftwaffe et de la Waffen-SS, Éditions Heimdal, 1998
- (de) Karl-Heinz Hummel:Die deutsche Flakartillerie 1935 - 1945 - Ihre Großverbände und Regimenter, VDM Heinz Nickel, 2010